# Herz-Jesu-Kloster Neustadt an der Weinstraße

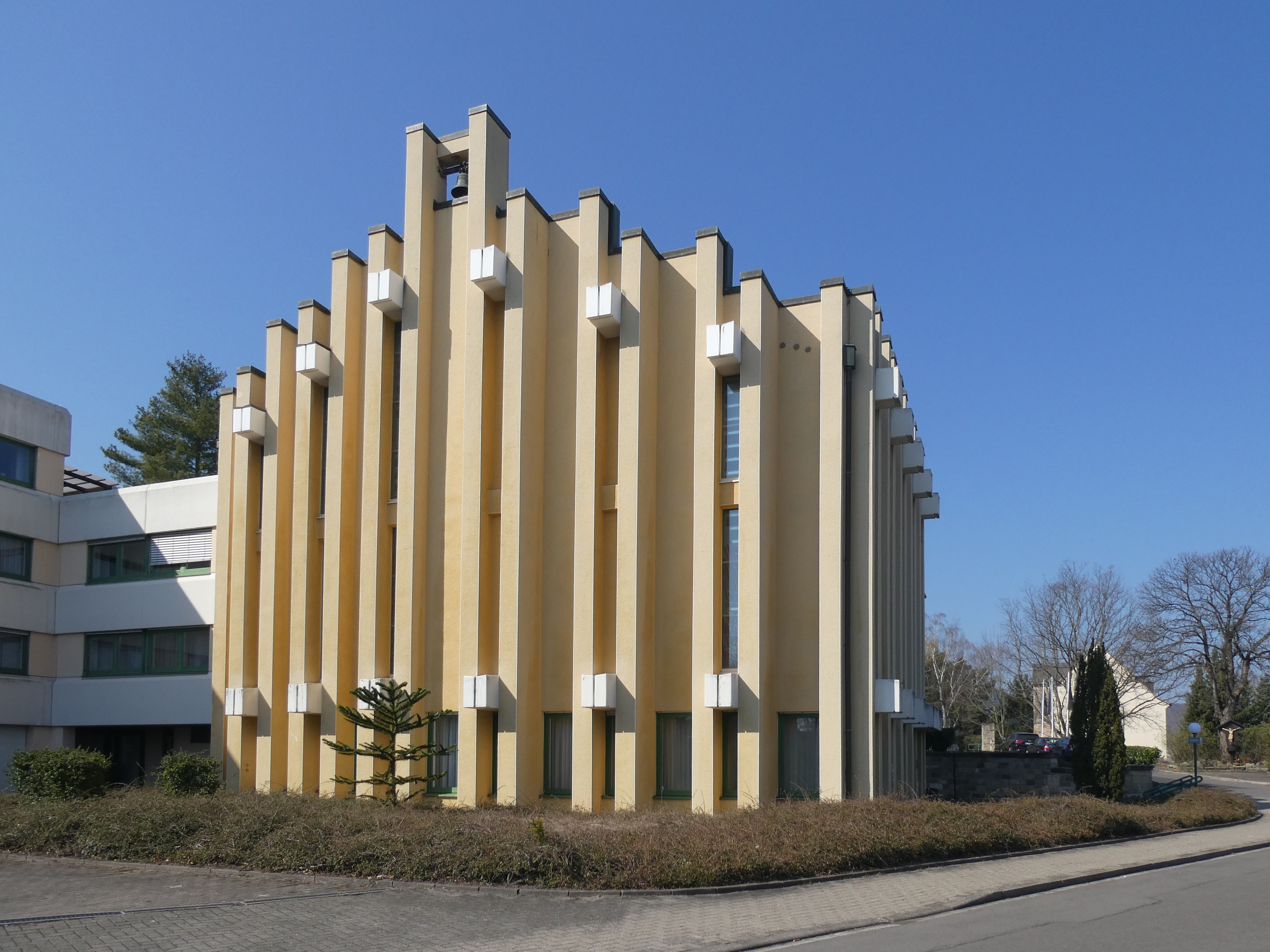
Herz-Jesu-Klosterkirche

Das Herz-Jesu-Kloster in Neustadt an der Weinstraße wurde 1920 in einem ein Jahr zuvor erworbenen stillgelegten Steinbruch von Herz-Jesu-Priestern gegründet, die als Missionare aus Kamerun ausgewiesen worden waren. Das ehemalige Haus des Steinbruchbesitzers wurde zum Seelsorgehaus mit einer Kapelle. 

## Geschichte
In den fünf Jahren nach der Gründung kamen über 125.000 Menschen auf den Kastanienberg zum Kloster, um unter anderem die Aufführungen von drei großen Freilichtspielen (Moses, Jedermann und Der verlorene Sohn) mitzuerleben. Die Einweihung eines neuen Exerzitienhauses fand 1927 statt; dieses Gebäude wird heute Villa genannt. Gleichzeitig wurde die Klosterkirche fertiggestellt.
Robert Schuman, der von der deutschen Besatzungsmacht 1940 von Frankreich nach Deutschland deportiert und im „Hotel Kohler“ (letztes Gebäude vor dem Kloster, heute Eigentumswohnungen) interniert wurde, war eifriger Besucher der Gottesdienste im Kloster. In der Zeit des Nationalsozialismus wurde 1941 das Exerzitienhaus als Hilfslazarett beschlagnahmt. Im selben Jahr wurde die sogenannte Herz-Jesu-Expositur, ein Seelsorgebezirk für die Gläubigen auf der Hambacher Höhe, bis zur Errichtung der Pfarrei St. Pius 1959 eingerichtet.  Kloster und Seelsorgegemeinde weihten sich 1944 in der Stunde höchster Bedrängnis in einem Gelöbnis der Rosenkranzkönigin von Fatima. Bis heute finden von Mai bis Oktober „Pilgersonntage“ (früher „Fatimasonntage“) statt. Nach dem Krieg nahm 1945 das Exerzitienhaus seine seelsorgliche Arbeit wieder auf.
Baulich erweitert wurde das Exerzitienhaus 1957. Der Speiseraum wurde zur Hälfte als Vortragssaal genutzt. Zu den Exerzitien und Besinnungstagen kamen religiöse Bildungsveranstaltungen hinzu.
Ein weiterer Ausbau des Exerzitien- und Bildungshauses mit Gästezimmern, großem Saal, Tagungsräumen und einem Pfalzkeller fand 1973 statt. Das Haus steht auch für Gast- und Fremdtagungen zur Verfügung.
Ein neuer Chor der Klosterkirche und ein neuer Klosterkonvent wurden 1979 erbaut. Die letzte große bauliche Veränderung fand 1994 statt, als ein großer Innenumbau und umfangreiche Renovierungsarbeiten im Exerzitien- und Bildungshaus anstanden. Alle Zimmer wurden neu ausgestattet und bekamen Nasszellen. Der Speisesaal wurde ganz neu gestaltet. Es gab ein erweitertes Raumangebot durch moderne Konferenzräume und eine Cafeteria. Im Dachgeschoss entstand ein neuer Meditationsraum.

## Provinzialat und Kloster Neustadt
In Deutschland ist die Herz-Jesu-Ordensgemeinschaft kleiner geworden. Um die Kräfte zu bündeln, wurde das Provinzialat der Herz-Jesu-Priester nach Neustadt verlegt. Die dafür benötigten Büroräume entstanden in ehemaligen Gästezimmern über der Klosterkirche. Gleichzeitig hat auch das Bildungshaus- und Gästehaus ein Facelifting erhalten. Außerdem machten Brandschutzauflagen einige Umgestaltungen nötig. All dies wurde in den Jahren 2014 bis 2016 in Angriff genommen. Technik, wie sie inzwischen in Bildungshäusern als selbstverständlich erwartet wird, ist nun vorhanden, sei es Fernseher und WLAN auf den Zimmern oder Vortragstechnik in den Tagungsräumen. Außerdem bietet Kloster Neustadt auch Urlaubern und Wanderern günstige Übernachtungsmöglichkeiten an.

## Klosterkirche
In der Herz-Jesu-Klosterkirche leuchten die Fenster an der Rückseite des Chores im unteren Teil in rötlichem Licht, wie glühende Flammen. In den oberen Fensterflächen ist eine Leiter zu erkennen. An der Rückwand des Chores hängt ein mächtiges, gleichschenkliges Kreuz. Unter diesem, an der Stirnwand, brennen sieben Kerzen. Im Vordergrund steht ein Osterleuchter. In der Mitte des Chorraumes steht der Altar, dessen Platte von einem Ölbaum und einem Lorbeerbaum aus Bronze getragen wird. Über dem Altar hängt das Lebensschiff mit rotem Licht.

## Weblink
- Herz-Jesu-Kloster Neustadt